# I Wish I Cared
«I Wish I Cared» — сингл норвезького гурту a-ha. Входить до альбому «Minor Earth Major Sky», який вийшов у світ 2000 року. Окремо пісня випущена не була.

## Відео
Кліп на пісню був відзнятий Генріком Хоганом та Магне Фуругольменом в досить короткий час за допомогою флеш-технологій. Відео на пісню «I Wish I Cared» вперше було розміщено в Інтернеті.
Цікавим фактом можна вважати те, що цей кліп показано в одному з епізодів телесеріалу «Таємниці Смолвіля».